# Kathedrale von Popayán

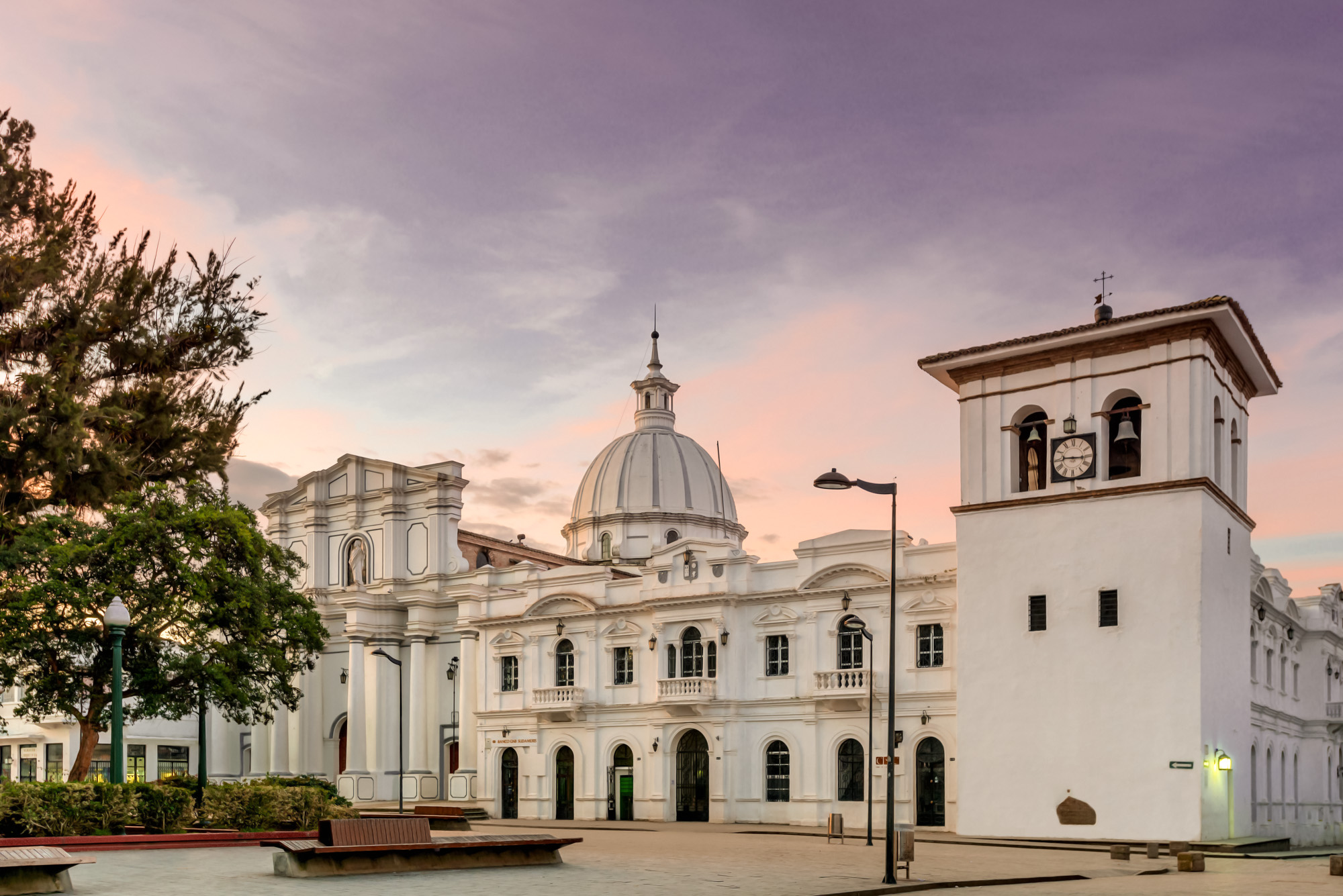
Fassade der Kathedrale vom Caldas-Park aus gesehen

Die Kathedrale von Popayán oder auch Kathedralbasilika Mariä Himmelfahrt (spanisch Catedral Basílica Nuestra Señora de la Asunción) ist eine römisch-katholische Kirche in Popayán, Kolumbien, gelegen an der Westseite des Caldas-Parks im historischen Zentrum. Sie ist die Kathedrale des Erzbistums Popayán mit dem Patrozinium Mariä Himmelfahrt und dem zusätzlichen Titel einer Basilica minor.

## Vorgängerbauten
Nach der Gründung der Stadt Popayán 1537 entstand hier 1546 gemäß der Bulle Super specula militantis Ecclesiae von Papst Paul III. das Bistum Popayán. Die einzige existierende Kirche mit einem einfachen Strohdach wurde zur Kathedrale. Nach Anläufen 1557 unter Bischof Juan del Valle und 1575 konnte am 17. Dezember 1594 im heutigen Caldas-Park die neue Kathedrale geweiht werden, die aus Ziegeln errichtet war. Die Kathedrale wurde vom König mit 18.000 Pesos und durch die Gemeindemitglieder der Diözese mit 30.000 Pesos unterstützt. Im Jahr 1609 wurde sie fertiggestellt. Erst 1682 wurde der Kirchturm errichtet, finanziert von Bischof Bernardo de Quiroz. Diese zweite Kathedrale hatte das Taufbecken unter dem Turm, die Kapelle der Seelen und die Grabkapelle der Familie García de Lemos lagen an der Nordseite. Die Kapelle der Jungfrau Maria Himmelfahrt war die Grablege der Familie Velasco. Neben dem bischöflichen Haus befand sich die Kapelle Santa Bárbara, Schutzheilige des Bistums, und die Kapelle San Pedro lag davor. Alle diese Kapellen wurden nach den Erdbeben von 1736 und 1751 errichtet, um die Stabilität der Kathedrale zu erhöhen. Trotz der Reparaturen, die 1772 durchgeführt wurden, war die Kirche in keinem guten Zustand, sie hatte Risse und undichte Stellen. Sie wurde nach dem Erdbeben von 1784 im nachfolgenden Jahr niedergelegt.
Die dritte Kathedrale wurde 1788 vom Bischof von Ángel Velarde y Bustamante in Auftrag gegeben. Erst am 30. Mai 1819 legte Bischof Padilla den Grundstein. Die Arbeiten wurden wegen der Folgen der Schlacht von Boyacá bald abgebrochen und bis 1856 nicht wieder aufgenommen.

## Kathedrale

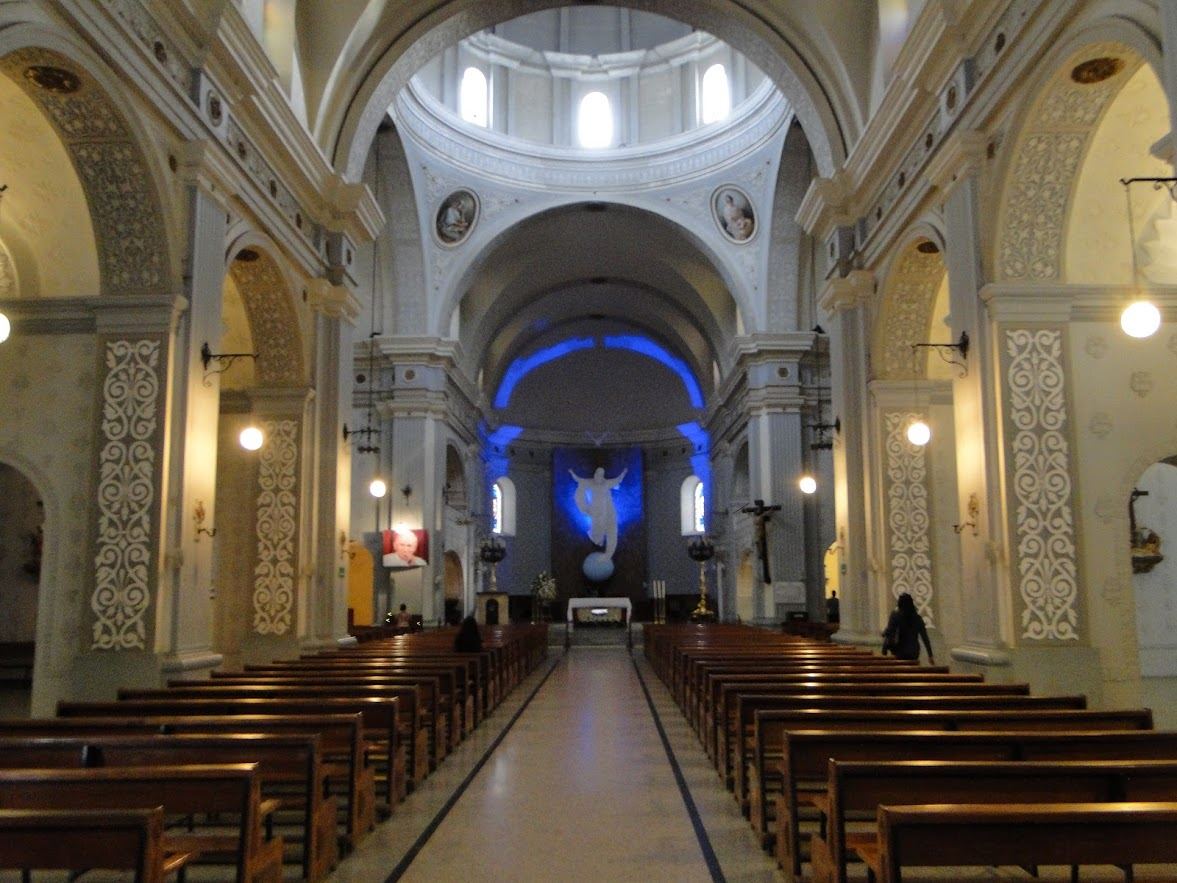
Innenraum

Die begonnenen Fundamentarbeiten wurden 1856 nivelliert und der Grundstein der heutigen Kathedrale gelegt, deren Bau durch Serafín Barbetti und Adolfo Dueñas angegangen wurde. Durch den Bürgerkrieg von 1860 wurden die Arbeiten erneut unterbrochen. Erst Bischof Ortiz nahm das Projekt in den 1890er Jahren wieder auf, das vom italienischen Architekten und Franziskanerbruder Serafín Barbetti umgestaltet wurde.
In der Zeit von Bischof Manuel José de Caicedo war der Architekt Adolfo Dueñas Lenis für die technische Leitung der Arbeiten verantwortlich und errichtete die Kuppel. Am 12. Juni 1906 wurde die Kathedrale fertiggestellt. Beeindruckend sind die Fassade im klassizistischen Stil, ihre 40 m hohe Kuppel über der Vierung und das Interieur im französischen Stil. Am 12. Dezember 1909 wurde eine in Paris gefertigte Orgel geweiht, zu diesem Zeitpunkt eine der besten in Südamerika.
Im Jahr 1953 wurde die Kathedrale umgestaltet, und am 25. April desselben Jahres verlieh Papst Pius XII. der Kathedrale zusätzlich den Titel Basilica minor. Darüber hinaus wurde das historische Viertel von Popayan mit der Kathedrale 1959 zum Nationaldenkmal Kolumbiens erklärt. Unter Bischof Samuel Silverio Buitrago wurden 1978 verschiedene Maßnahmen für die Kirchenausstattung umgesetzt. So wurden Ausschmückungen unter anderem mit barocken Altaraufsätzen verbessert, weiter wurde im Rahmen der Restaurierungen auch die Orgel saniert.
Am 31. März 1983 wurde Popayán von einem starken Erdbeben getroffen, bei dem auch die Kuppel der Kathedrale einstürzte. Vorübergehend war der Kirche La Milagrosa der Bischofssitz, während die Rekonstruktionsarbeiten der Basilika ausgeführt wurden. Papst Johannes Paul II. besuchte die Kathedrale 1986.